# Gorlago
Gorlago är en ort och kommun i provinsen Bergamo i regionen Lombardiet i Italien. Kommunen hade 5 172 invånare (2018).